# Montevarchi Calcio Aquila 1902 2005-2006
Questa pagina raccoglie le informazioni riguardanti il Montevarchi Calcio Aquila 1902 nelle competizioni ufficiali della stagione 2005-2006.

## Rosa
| N. |                   | Ruolo | Calciatore         |
| -- | ----------------- | ----- | ------------------ |
|    | Italia (bandiera) | C     | Eugenio Andreoli   |
|    | Italia (bandiera) | C     | Gabriele Baronetto |
|    | Italia (bandiera) | D     | Daniele Bertoli    |
|    | Italia (bandiera) | D     | Matteo Bertoli     |
|    | Italia (bandiera) | A     | Filippo Boldo      |
|    | Italia (bandiera) | C     | Stefano Campagnaro |
|    | Italia (bandiera) | A     | Francesco Cataldi  |
|    | Italia (bandiera) | C     | Gabriele Cerri     |
|    | Italia (bandiera) | C     | Leonardo Ciani     |
|    | Italia (bandiera) | P     | Francesco Conti    |
|    | Italia (bandiera) | C     | Filippo De Gori    |
|    | Italia (bandiera) | A     | Simone De Lorentis |
|    | Italia (bandiera) | D     | Carlalberto Ludi   |

| N. |                   | Ruolo | Calciatore            |
| -- | ----------------- | ----- | --------------------- |
|    | Italia (bandiera) | C     | Tommaso Magri         |
|    | Italia (bandiera) | C     | Federico Nofri Onofri |
|    | Italia (bandiera) | D     | Nicola Olivieri       |
|    | Italia (bandiera) | D     | Andrea Redditi        |
|    | Italia (bandiera) | C     | Roberto Romualdi      |
|    | Italia (bandiera) | C     | Mirko Rondinelli      |
|    | Italia (bandiera) | D     | Mirco Sadotti         |
|    | Italia (bandiera) | A     | Maurizio Sala         |
|    | Italia (bandiera) | D     | Daniele Saraceno      |
|    | Italia (bandiera) | C     | Francesco Sorbini     |
|    | Italia (bandiera) | C     | Manuele Sorti         |
|    | Italia (bandiera) | C     | Lorenzo Storno        |
|    | Italia (bandiera) | C     | Davide Vitali         |